# Distretto di Hallein
Il distretto di Hallein (o Tennengau) è un distretto amministrativo dello stato Salisburghese, in Austria.

## Geografia antropica
Il distretto si suddivide in 13 comuni, di cui 1 con status di città e 4 con diritto di mercato.

### Città
1. Hallein (18.399)

### Comuni mercato
1. Abtenau (3.324)
2. Golling an der Salzach (3.903)
3. Kuchl (6.431)
4. Oberalm (3.844)

### Comuni
1. Adnet (3.324)
2. Annaberg-Lungötz (2.296)
3. Bad Vigaun (1.885)
4. Krispl (849)
5. Puch bei Hallein (4.088)
6. Rußbach am Paß Gschütt (803)
7. St. Koloman (1.497)
8. Scheffau am Tennengebirge (1.292)

(Popolazione al 15 maggio 2001)

## Altri Collegamenti
- Salisburgo
- Salisburghese